# بياتريكس بوتر
هيلين بياتريكس بوتر (بالإنجليزية: Beatrix Potter) (28 يوليو 1866 – 22 ديسمبر 1943) هي روائية إنجليزية ورسامة وشاعرة وعالمة الطبيعية وخبيرة في الحفاظ على البيئة. ولدت السيدة هيلين في ضاحية كنسينغتون في لندن ونشأت مع أخيها الأصغر، والتر بيرترام (1872-1918). وكان من أشهر الشخصيات التي اخترعتها وكتبتها الكاتبة هي شخصية باسم «بيتر الأرنب». وكتبت أيضاً عدد من القصص القصيرة للأطفال والتي اشتهرت ونشرت بين عام 1902 و1922. وقد تعلمت هيلين على يد مربية خاصة حتى بلغت سن الثامنة عشر. كانت تدرس اللغات والأدب والعلوم والتاريخ لأن عائلتها كانت ثرية.
في المُجمل كتبت بوتر ثلاثين كتابًا، كان أفضلهم توينتي ثري تشيلدرن تيلس (حكايات الأطفال الثلاثة والعشرين). اشترت بوتر مزرعة هيل توب في قرية نير سواري عام (1905) من خلال العائدات المالية التي درّتها مبيعات الكتب بالإضافة لما ورثته من عمتها. كانت نير سواري قرية في مقاطعة ليك، وفي نفس الوقت كانت في لانكشاير. على مدار العقود التالية، اشترت بوتر العديد من المزارع الإضافية للحفاظ على المناظر الطبيعية الريفية الفريدة. وفي عام (1913)، في عُمر السابعة والأربعين، تزوجت بوتر من ويليام هيليس، وهو كاتب عدل محلي ذو مكانة مرموقة من هواكشيد. فازت بوتر بجائزة لتربيتها لخراف الهاردويك واهتمامها بالمحافظة على الأراضي وازدهارها. واصلت بوتر الكتابة وتصميم المنتجات والمقتنيات المغزولة اعتمادًا على كتب أطفالها للناشر البريطاني وارن، واصلت بوتر عملها هذا حتى منعتها واجبات إدارة المزارع وضعف نظرها من الاستمرار.
تُوفيت بوتر بسبب التهاب رئوي ومعاناتها من أمراض القلب في الثاني والعشرين من ديسمبر عام (1943) في منزلها في نير سواري عن عُمر ناهز 77 عامًا، تاركة كل مُمتلكاتها تقريبًا لمؤسسة التراث القومي. يرجع لها الفضل في الحفاظ على كثير من الأراضي التي تُشكل الآن منتزه مقاطعة ليك الوطنية. استمرت مبيعات كتب بوتر في كل أنحاء العالم بالكثير من اللغات، وحُولت بعض قصصها إلى أفلام ورسوم متحركة، وسُردت قصة حياتها في فيلم سينمائي وتلفزيوني.

## سيرتها الذاتية

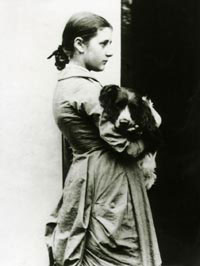
بياتريكس الصغيرة

حياتها المبكرة: كان جد بوتر من ناحية الأب هو إدموند بوتر، من غلوسوب في دربيشير، امتلك أكبر أعمال طباعة (كاليكو) في إنجلترا، وخدم كعضو في البرلمان.
تلقى والد بياتريكس، روبرت ويليام بوتر -وُلد عام (1832) وتُوفي عام (1914)- تعليمه في كلية مانشستر على يد الفيلسوف الموحّد جيمس مارتينيو. تدرب بعد ذلك كمحامٍ في المحاكم العليا في لندن. مارس روبرت القانون ليتخصص بعد ذلك في قانون الأسهم ونقل الملكية. تزوج روبرت من هيلين ليتش -وُلدت عام (1839) وتُوفيت عام (1932)- في الثامن من أغسطس عام (1863) في كنيسة هايد يونيتريان بجي كروس. كانت هيلين ابنة جين أشتون -وُلدت عام (1806) وتُوفيت عام (1884)- وجون ليتش وهو صانع سُفن وتاجر قطن ثري من ستاليبريدج. كان أول أولاد عم هيلين هم هاريت لوبتون وتوماس أشتون.
عاش والدا بياتريكس في مستوى اجتماعي ومادي مُريح في حدائق بولتون 2 في غرب برومبتون، حيثُ وُلدت بياتريكس في الثامن والعشرين من يوليو عام (1866) وشقيقها والتر في الرابع عشر من مارس عام (1872). عاشت بياتريكس في منزل أسرتها حتى زواجها عام (1913). لكن المنزل دُمر في الغارات التي شنتها ألمانيا النازية على المملكة المتحدة في الفترة ما بين عام (1940) وعام (1941). تقف مدرسة بوسفيلد الابتدائية الآن حيثُ كان منزل بوتر قبل تدميره. تشهد الرسومات الزرقاء على جدران المدرسة على المكان السابق لمنزل بوتر.
كان كلا والديها موهوبين فنيًا، وكان روبرت مصورًا فوتوغرافيًا ماهرًا. استثمر روبرت في سوق الأوراق المالية، وبحلول ثمانينيات القرن التاسع عشر بات ثريًا جدًا.
كانت عائلة بوتر من منطقة مانشستر، وكانت من اليونيتاريانيين (الموحدين) المُرتبطين بالتجمعات البروتستانتية التي كانت سائدة في القرن التاسع عشر في إنجلترا، وهي الطائفة التي أكدت اعتقادها بوحدانية الله ورفض عقيدة الثالوث.
حصلت بياتريكس على تعليمها من ثلاثة مُعلمين، كان آخرهم آنّي موري، التي كانت تكبُرها بثلاث سنوات فقط. لتبقى آني وبياتريكس أصدقاء مدى الحياة. كانت بياتريكس تُرسل باستمرار العديد من الرسائل المُبهجة والمُسلية لأطفال آني الثمانية. اقترحت آني فيما بعد تحويل هذه الرسائل إلى كتب وقصص للأطفال.
نشأت بياتريكس وشقيقها الأصغر والتر برترام (وُلد عام 1872 وتُوفي عام 1918) مع عدد قليل من الأصدقاء خارج حدود عائلتهم الكبيرة. كان والداها فنانين مهتمين بالطبيعة، وكثيرًا ما كانا يستمتعان بالمناظر الريفية. كأطفال، كانت بياتريكس وشقيقها برترام يمتلكان الكثير من الحيوانات الأليفة، التي رسماها على لوحاتهم في الكثير من المرات. وفي غرفتهم المدرسية، احتفظت بياتريكس وشقيقها بتشكيلة من الحيوانات الأليفة الصغيرة، الفئران، الأرانب، القُنفذ وبعض الخفافيش إلى جانب مجموعة من الحشرات والفراشات الأخرى التي رسموها ودرسوها. وكرست بياتريكس جزءًا كبيرًا من وقتها لرعاية حيواناتها الصغيرة، وغالبًا ما كانت تأخذها معها في إجازاتها. في معظم سنواتها الخمسة عشر الأولى، قضت بياتريكس إجازاتها الصيفية في ديالغوس على نهر تاي في اسكتلندا. وهناك وجدت واستكشفت منطقة تُغذي خيالها وملاحظاتها. سُمح لبياتريكس وشقيقها والتر بحرية كبيرة في الريف حتى أصبح الطفلان طالبين بارعين في التاريخ الطبيعي. في عام (1882)، عندما لم تعُد ديالغوس متاحة لهما، أخذا إجازتهما الصيفية الأولى في بحيرة ديستريك في وارس كاستل بالقرب من بحيرة ويندرمير. هناك التقت بياتريكس بهارويك راونسلي، وهو السكرتير المؤسس لجمعية الثقة الوطنية، وكان مهتمًا بالمناظر الطبيعية والحياة الريفية تمامًا مثل بياتريكس، وهذا ما جعله ذا تأثير كبير على حياتها فيما بعد.
في الرابعة عشر من عُمرها، بدأت بياتريكس بكتابة مذكراتها. كانت مذكراتها مكتوبة بشفرة خاصة بها، والتي كانت عبارة عن استبدال بسيط لبعض الحروف مكان حروف أخرى. كانت هذه المدونة التي أنشأتها لكتابة مذكراتها بداية هامة لتطوير إبداعها، إذ كانت بمثابة كُتيب دراسي وتجربة أدبية صغيرة تناولت بعض الأحداث في المجتمع. سجلت بياتريكس آراءها حول الفن والفنانين ورواية القصص وبعض الملاحظات عن الحياة العامة. لم تُقدم مدونتها التي فكت ليزلي ليندر شفرتها عام (1958) أحداثًا حميمية وهامة عن حياتها، لكنها بالتأكيد كانت كنزًا لا يُقدر بثمن عن الجزء النابض من حياة المجتمع البريطاني. في أواخر القرن التاسع عشر. وصفت بياتريكس اهتماماتها الفكرية والفنية الناضجة، وأظهرت المدونة قدرتها غير العادية على ملاحظة الطبيعة ووصفها. بدأت المدونة عام 1881 وانتهت عام 1897 عندما وجهت كل طاقاتها الفنية والفكرية نحو الدراسات العلمية، وكرست مجهودها لنشر رسوماتها.

### الرسوم التوضيحية العلمية وعملها علىعلم الفطريات
لم يمنعها والداها من التعليم الجامعي. وكما كان شائعًا في العصر الفيكتوري، كانت النساء يتلقين تعليمهن بشكل خاص وكان من النادر جدًا السماح لهن باستكمال تعليمهن الجامعي.
اهتمت بياتريكس بشكل كبير بفروع العلوم الطبيعية باستثناء علم الفلك. كان علم النباتات مصدر اهتمام وشغف لمعظم الدارسين في ذلك الوقت، وكانت تشكل دراسة الطبيعة حماسًا كبيرًا بالنسبة لمعظم الطلاب. كانت بياتريكس انتقائية جدًا في أذواقها، فاهتمت بجمع الأحافير ودراسة بقايا حفريات الحشرات من خلال التنقيب عنها في لندن، واهتمت بعلم الحشرات. وفي كل المناطق التي نقبت فيها، رسمت بياتريكس العينات التي حصلت عليها بمهارة كبيرة. وبحلول تسعينيات القرن التاسع عشر، تركزت اهتماماتها العلمية بعلم الفطريات بسبب ألوانها المُبهجة وانتشارها وتأثيرها في الطبيعة، وكانت سعيدة برسمها. دعم تحوّل اهتمامها لعلم الفطريات لقاؤها الأول مع تشارلز ماكنتوش، عالم الطبيعة ومتخصص علم الفطريات الفذّ، الذي ساعدها كثيرًا أثناء إجازاتها الصيفية في دونكلد ببارثشير على تحسين دقة رسوماتها التوضيحية، وعلمها التصنيف، وزودها بالعينات اللازمة لتعمل على رسمها خلال فصل الشتاء.

### حياتها الأدبية
ألفت هيلين بوتر «حكاية الأرنب بيتر» ورسمت صور الكتاب بنفسها ثم نشر الكتاب دون أن تفصح عن شخصيتها. في عام 1901 نشرت كتابها (الأرنب بيتر) من قبل شركة فريدريك واين. كانت هيلين مخطوبة لأبن فريدريك وإن كان ذلك لفترة قصيرة، حيث مات خطيبها بعد شهر فجأة ودون سابق إنذار نتيجة مرض سرطان الدم.
نشرت هيلين بوتر أكثر من 23 رواية للأطفال مع أنه لم يكن لَدَيِهَا أي أطفال (لم تنجب أي أطفال). ولقد تزوجت هيلين مرة أخرى حين كان عمرها 47 عام من لويليام هيّليس. كان وليم محام محترم من مدينة هاوكسهايد حيث كانا يسكنان.
كانت هيلين بوتر تعرف بسخائها وحبها للطبيعة، كانت مهتمة بالزراعة ومعروفة أيضاً بتربية الخِراف والمشاركة بهم للفوز بالجوائز.
ماتت بوتر بعد معناة من التهاب صدري حاد وأمراض القلب في 22 ديسمبر 1943 في بيتها. كان عمرها 77 عام وزوجها مات بعدها بسنة تقريباً. وتركها أغلبية ممتلكاتها ل مؤسسة التراث القومي أو ما يعرف بناشونال تراست. ويرجع لها أيضا الفضل في الحفاظ على أراضٍ في مقاطعة ليك حيث حولتها إلى منتزه وطني.
كتب بوتر لا تزالُ تباعُ في انحاء العالم ومترجمة إلى لغات متعددة. قصصها اعيد رواياتها في الأغاني والأفلام ورقص الباليه وأفلام الكرتون.

## من أهم الروايات التي كتبتها
- حكاية الارنب بيتر
- حكاية السنجاب نوتكين
- حكاية الأرنب بنجامين
- حكاية الفاريين السيئيين
- حكاية سيدة تغي-وينكال
- حكاية الفطيرة وبتي-بان
- حكاية سيد جريمي فيشر
- قصة الارنب السئ العنيد
- قصة سيدة مابيت.
- حكاية القطة الصغيرة توم
- حكاية البطة جميمة
- حكاية سامويل ويسكرس، أو الرولي-بولي بودنغ
- حكاية الأرانب فلوبسي
- حكاية جنجر وبكالس